# 秋山浩保
秋山 浩保（あきやま ひろやす、1968年9月6日 - ）は、日本の政治家。千葉県柏市長（第6代）。

## 来歴
千葉県柏市生まれ。柏市立旭小学校、柏市立柏第四中学校、巣鴨高等学校、筑波大学第三学群国際関係学類卒業。大学在学中、筑波大学助教授であった秋野豊（後に外務省入省。1998年、タジキスタンで平和維持活動に従事中、殉職）の生き方に強く影響を受けた。
1992年、外資系コンサルティング会社ベイン・アンド・カンパニーに入社。1994年より宅配ピザチェーンのフォーシーズ社長室長、同常務取締役を歴任。1997年、大前アンドアソシエーツ設立に参画。同年、井上ビジネスコンサルタンツに参画した後、リヴァンプ等において企業再生や経営コンサルティングに従事したほか、在宅医療クリニックの事務長を務める。
2009年11月1日に行われた柏市長選挙に、民主党、市民ネットワーク・千葉県の推薦及び社会民主党の支持を受けて立候補。本多晃市長と前衆議院議員（当時）の桜田義孝の支援を受けた前市議会議長の海老原久恵、前市議の坂巻重男ら2候補を退け、初当選を果たした。同年11月21日、市長就任。
※当日有権者数：316,876人 最終投票率：34.14%（前回比：＋3.96pts）
| 候補者名   | 年齢 | 所属党派 | 新旧別 | 得票数   | 得票率 | 推薦・支持                                                  |
| ---------- | ---- | -------- | ------ | -------- | ------ | ----------------------------------------------------------- |
| 秋山浩保   | 41   | 無所属   | 新     | 57,258票 | 53.65% | （推薦）民主党、市民ネットワーク・千葉県 （支持）社会民主党 |
| 海老原久恵 | 42   | 無所属   | 新     | 36,255票 | 33.97% |                                                             |
| 坂巻重男   | 60   | 無所属   | 新     | 13,219票 | 12.38% |                                                             |

柏市は、千葉県内では千葉市に次いで借金が多いため、財政再建を図る一方、必要性の高い施策に関しては推進していく方針を打ち出した。
2013年11月10日の柏市長選挙で2期目の当選。投票率は24.99%。
2017年の市長選は11月12日に行われる予定であったが、第48回衆議院議員総選挙の影響で前倒しされ、衆院選と同じ10月22日に実施された。元市議長の坂巻重男ら2候補を破り3選を果たした。投票率は49.14%。
2021年8月30日、記者会見し、4選不出馬を表明した。
後継には千葉県議会議員の中沢裕隆を指名したものの、中沢は同年10月31日（第49回衆議院議員総選挙と同日）に執行された市長選で太田和美に敗れた。